# Nürnberger Burg
Nürnberger Burg er en samling forskansede middelalderbygning på en sandstenrygning i den historiske del af Nürnberg i Bayern, Tyskland.
Den første fæstning på stedet synes at være blevet opført omkring år 1000. Efterfølgende har der været tre store konstruktionsperioder:
- Borgen blev bygget under de saliskekonger og tysk-romerske kejsere (1027–1125)
- En ny borg, der blev opført under Hohenstaufen-kejsere (1138–1254)
- Genopførsel af paladset samt forskellige modifikationer og tilføjelser i slutningen af middelalderen

Sammen med bymuren, der omgiver den gamle det af Nürnberg, bliver borgen betragtet som en af Europas mest imponerende middelalderfæstninger. Den repræsenterede vigtigheden af det tysk-romerske rige og den enestående rolle som Kejserbyen Nürnberg havde.